# Gaetano Branca
Gaetano Branca, född 1834, död 1871, var en italiensk geograf.
Branca var först i lära hos en bokhandlare i Wien, men ägnade sig snart vid därvarande universitet uteslutande åt studium av geografi och historia. Efter återkomsten till Italien (1859) erhöll han en professur i dessa ämnen vid lyceum i Brescia, vilken plats han 1860 utbytte mot en dylik vid Collegio militare i Milano. År 1870 kallades han till sekreterare i det italienska geografiska sällskapet, men kom aldrig att tillträda denna plats.

## Verk i urval
- Geografia elementare (1868)
- Dizionario geografico universale, Storia della geografia (andra upplagan 1869)
- Bibliografia storica d'ogni nazione (1862)
- Bibliografia geografica dei paesi non europei